# أوسيليجا
أوسيجليا (تسمى في اللغة الليغورية والبيدمونتية أوسيريا) هي كومونا (بلدية) في مقاطعة سافونا في منطقة ليغوريا الإيطالية، وتقع على بعد حوالي 60 كيلومتر (37 ميل) غرب غينوا وحوالي 25 كيلومتر (16 ميل) غرب سافونا.
تقع أوسيجليا على حدود البلديات التالية: بورميدا وكاليزانو وميليسيمو وموريالدو وبالاري وريالتو .